# Алапаський бульдог

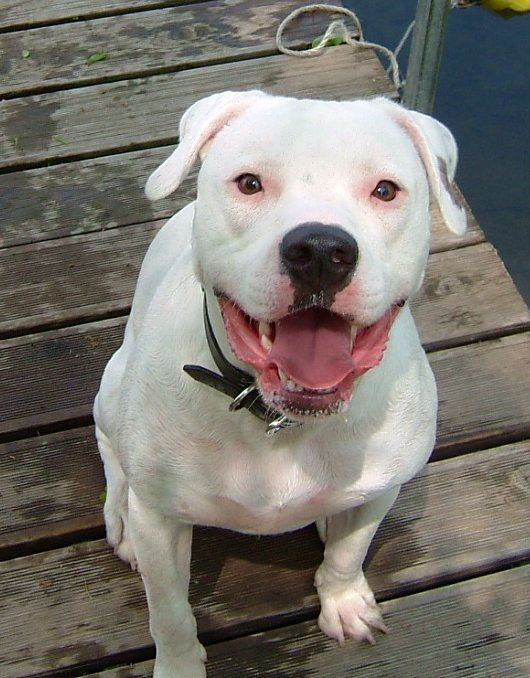

Алапаський бульдог (англ. Alapaha Blue Blood Bulldog) — порода собак із групи молосів.

## Опис
Зовнішність цього сильно-розвиненого, потужного собаки позбавлена химерності, притаманної бульдогам. Голова широка, з висячими від природи вухами і досить довгою мордою. Вага близько 47 кг, висота в холці 61 см. Суки зазвичай поступаються в щільності псам і важать близько 34 кг. Забарвлення чорне, біле, біло-мармурове, темно-жовте, рудо-буре та плямисте. Хвіст і вуха ніколи не вкорочують. Тулуб потужний, з добре розвиненою мускулатурою.

## Історія
Біля витоків породи стояв заводчик Бак Лейн з Ребекки, штат Джорджія. Основним його завданням було відродження зникаючих «собак плантаторів», колись поширених у Південній Джорджії. Результати перевершили очікування: собаки виявилися вірними помічниками. Один Отто справлявся з необхідними роботами на плантації і охороняв господаря. Крім того, собаки відрізнялися дивовижною відданістю. Як згадує онука Бака Лейна, коли її дід загинув 1943 року, потрапивши під потяг, його улюблений Отто весь час приходив на місце події, лягав на гравій і вартував.

## Характеристика
Відрізняється відданістю і тямущістю. За твердженням власників, ці бульдоги агресивні тільки під час нападу і немає необхідності тримати їх на ланцюгу при охороні садиби.